# ミチフ語
ミチフ語（michif）は、クリー語（アルゴンキン語族）の語根とフランス語の文法を結びつけた混合言語である。

## 起源
ミチフ語の起源は、20世紀の初めにケベックからやって来たフランス人とクリー人の間に生まれた共同体が、混交語であるミチフ語を話すようになった。現在ミチフ語を話す主なグループはメティである。